# Tempti-Huban-Inšušinak
Tempti-Huban-Inšušinak war ein elamitischer König, der von ca. 664 bis 653 v. Chr. regierte. Er erscheint in assyrischen Quellen als Te-Umman. Diese Gleichsetzung ist nicht unumstritten.
Nach der Niederlage und des Todes des Vorgängers Urtak wurde Tempti-Huban-Inšušinak, eventuell mit assyrischer Hilfe auf den Thron gesetzt. Die Familie Urtaks floh nach Mesopotamien. Tempti-Huban-Inšušinak war offensichtlich nicht mit der Familie des Vorgängers verwandt. Er selbst bezeichnet sich als Sohn von Šilhak-Inšušinak II.
653 v. Chr. griff Tempti-Huban-Inšušinak die Assyrer an. Es kam zu einer Schlacht am Ulai-Fluss, Tempti-Huban-Inšušinak wurde geschlagen und angeblich direkt von Aššur-bani-apli enthauptet.
Tempti-Huban-Inšušinak ist auch von Tempelbauarbeiten in Susa bekannt.
| Vorgänger | Amt                        | Nachfolger                                                    |
| --------- | -------------------------- | ------------------------------------------------------------- |
| Urtak     | König von Elam Spätes Elam | Humban-nikaš III. (in Madaktu und Susa) Tammaritu (in Hidula) |